# Гюнтер XVIII (Шварцбург-Вахсенбург)
Гюнтер XVIII фон Шварцбург-Вахсенбург (на немски: Günther XVIII (X), Graf von Schwarzburg-Wachsenburg; * ок. 1300; † между 4 октомври 1354 и 29 септември 1355) е граф на Шварцбург-Вахсенбург (1327 – 1354), господар на Лойхтенберг (1326 – 1347). Създава линията Шварцбург-Вахсенбург.

## Произход
Той е по-малък син на граф Гюнтер XII фон Шварцбург († 1308) и съпругата му Мехилтд фон Кефернбург († ок. 1334), дъщеря на граф Гюнтер VI фон Шварцбург-Кефернбург († 1293) и София Даниловна Галицкая фон Лухов († сл. 1288).
По-големият му брат Хайнрих IX (†1358/1360) е от 1308 г. граф на Шварцбург.

## Фамилия
Гюнтер XVIII фон Шварцбург-Вахсенбург се жени пр. 24 ноември 1326 г. за Рихца фон Шлюселбург († ок. 1348 или 30 декември 1359), дъщеря на Конрад II фон Шлюселберг († 1347) и Елизабет. Те имат децата:
- Гюнтер XXVI († ок. декември 1362), граф на Шварцбург, господар на Лойхтенбург-Хойерсверда, женен пр. 25 юли 1357 г. за Аделхайд фон Хоенлое-Уфенхайм-Ентзе († 1358/1359), дъщеря на Лудвиг фон Хоенлое-Уфенхайм-Ендзе-Шпекфелд († 1356) и Елизабет фон Насау-Вайлбург-Висбаден († сл. 1370)
- Хайнрих XIV († сл. 28 януари 1365)
- София († сл. 11 ноември 1361), омъжена пр. 11 септември 1361 г. за Херман IV фон Кранихфелд-Шауенфорст († сл. 27 август 1383), син на Херман III фон Кранихфелд († сл. 1362) и Ирмгард фон Кафернбург
- Йохан II (* 1327; † 28 февруари 21 май 1407), граф на Шварцбург-Вахсенбург, женен I. на 16 юли 1358 г. за Рихца фон Хенеберг († сл. 1384), II. сл. 13 декември 1377 г. за София фон Шварцбург († сл. 1395), дъщеря на крал Гюнтер XXI фон Шварцбург-Бланкенбург
- Зигхард I (* пр. 1337; † 18 март 1368 – 20 март 1369), викар в Шпремберг, катедрален приор в Кьолн